# شركة فالرو للطاقة
شركة فالرو للطاقة هي شركة أمريكية لإنتاج الوقود، تعمل بشكل رئيسي في تصنيع وتسويق وقود النقل ومنتجات أخرى ذات صلة . يقع مقرها الرئيسي في سان أنطونيو ، تكساس، الولايات المتحدة الأمريكية.  تمتلك الشركة وتدير 15 مصفاة في جميع أنحاء الولايات المتحدة وكندا والمملكة المتحدة، بطاقة إنتاجية إجمالية تبلغ حوالي 3.2 مليون برميل يوميًا، ومصنعين للديزل المتجدد ينتجان حوالي 1.2 مليار جالون سنويًا، و12 مصنعًا للإيثانول بطاقة إنتاجية إجمالية تبلغ 1.6 مليار جالون، كشركات تابعة لها.   
وفقًا لعدد من التقديرات، أصبحت شركة فالرو منتجًا رئيسيًا لإيثانول الذرة والديزل المتجدد ، وكلاهما من وقود النقل السائل منخفض الكربون.  

الشعارات السابقة التي استخدمتها فالرو. أعلى : شعار الشركة الأصلي من عام ١٩٨٠. أسفل : الشعار المستخدم حتى عام ٢٠١٨.

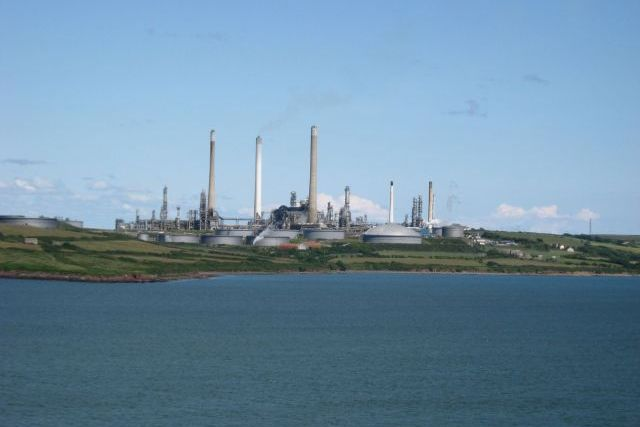
مصفاة بيمبروك ، ويلز ، بريطانيا

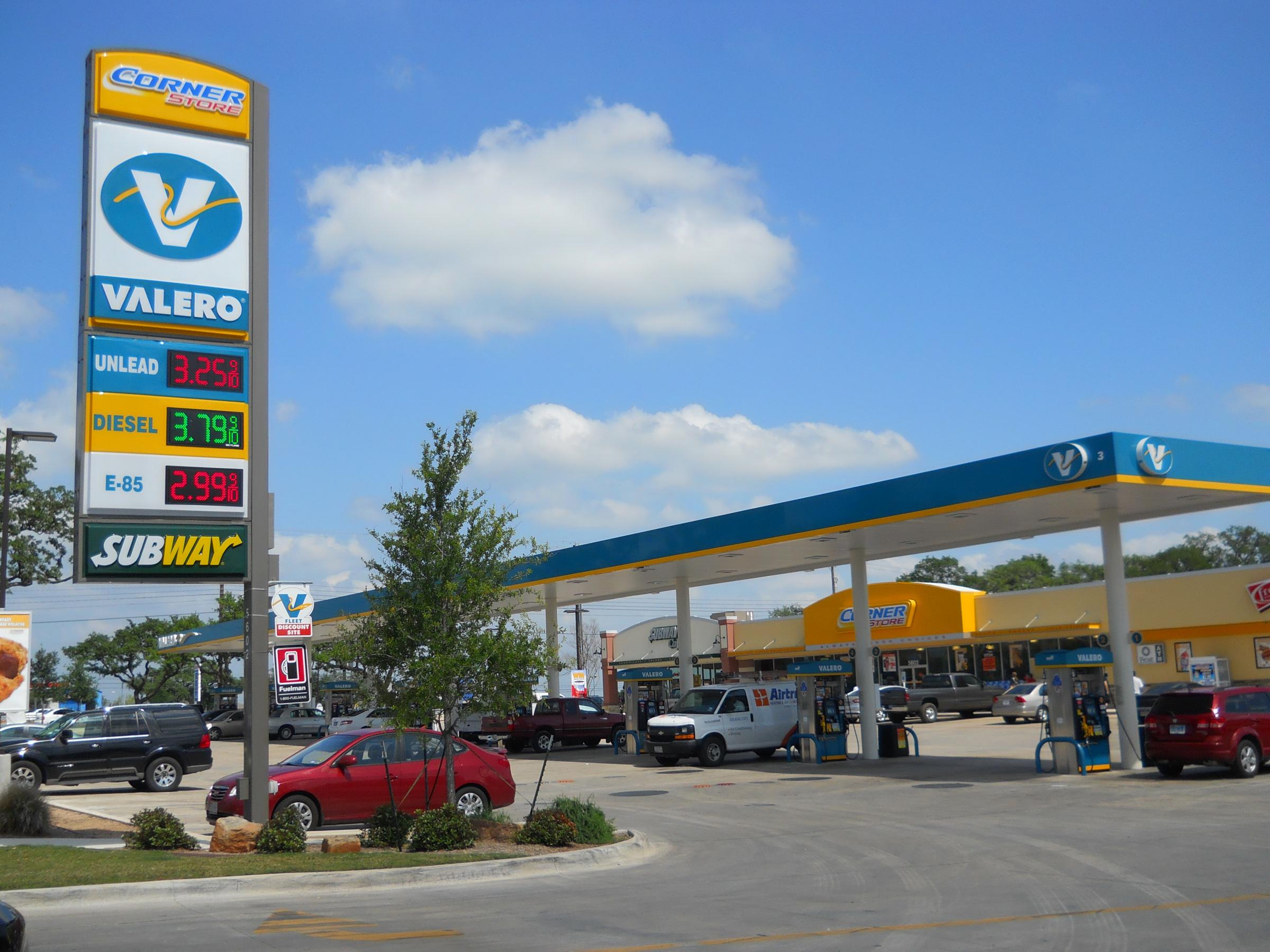
محطة الوقود الرائدة لشركة فاليرو الواقعة في UTSA Blvd. و I-10 West في سان أنطونيو، تكساس ، قبل إعادة تسميتها في عام 2018 إلى سيركل كي
يتم تشغيلها حاليًا بواسطة شركة
أليمونتاسيون كوش-تار ، التي تمتلك العلامة التجارية سيركل كي.

## أنظر أيضاً
- ًوليام جريهي
- قائمة ماركات وقود السيارات
- وعاء فالرو ألامو
- بطولة فالرو تكساس المفتوحة

## روابط خارجية
- الموقع الرسمي